# Si’u
Si'u – władca gutejski, następca Jarlagandy, który według Sumeryjskiej listy królów miał rządzić Sumerem przez 7 lat.